# معبد بانشو

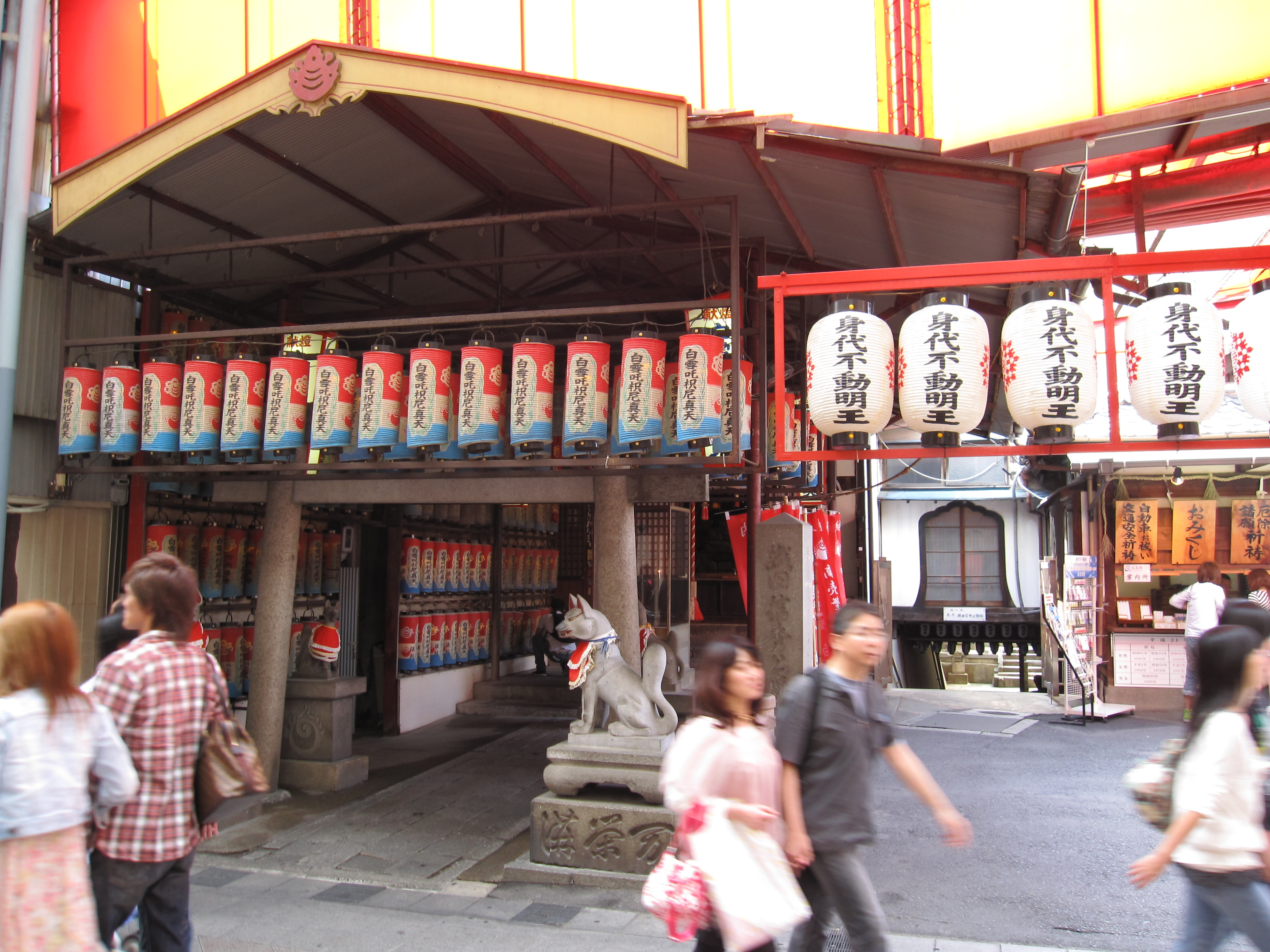
معبد بانشو

معبد بانشو (انگلیسی: Banshō-ji) معبد کوچکی است که در اوسو، ناگویا در ناگویا قرار دارد. این معبد توسط اودا نوبوهیده ساخته شده است.